# Hotărani, Mehedinți
Hotărani este un sat în comuna Vânjuleț din județul Mehedinți, Oltenia, România.